# Scooby-Doo : Blue Falcon, le retour
Série
Scooby-Doo : Tous en piste
(2012) Scooby-Doo et le Fantôme de l'Opéra
(2013)
Pour plus de détails, voir Fiche technique et Distribution.
Scooby-Doo : Blue Falcon, le retour (Scooby-Doo! Mask of the Blue Falcon) est un film d'animation américain de Michael Goguen sorti directement en vidéo en 2013. 
C'est le 19e long métrage de la série de films de la franchise Scooby-Doo produite par Warner Bros.
Il s'agit aussi d'un crossover avec la série inédite en France Dynomutt, Dog Wonder avec le chien Dynomutt, le super-héros Blue Falcon et le vilain Hyde. Aux États-Unis les éries Dynomutt et Scooby-Doo étaient diffusés dans une émission commune intitulée The Scooby-Doo/Dynomutt Hour.

## Synopsis
Mystères associés se rend à San De Pedro, en Californie, pour le « Mega Mondo Pop! Comic ConApalooza », une convention pour les fans de comics. Sammy et Scooby-Doo veulent y participer à un concours de costumes en incarnant leurs super-héros préférés, Blue Falcon et Dynomutt. Là-bas, ils rencontrent Jennifer Severin, une productrice de cinéma en train de réaliser un reboot sombre de Blue Falcon ; Brad Adams, l'acteur principal du film ; Hank Prince, le propriétaire d'une boutique de bandes dessinées que Sammy fréquente ; son neveu Austin ; Owen Garrison, la star déchue de la série télévisée originale Blue Falcon ; et Jack Rabble, un ancien champion d'une émission de combat de robots.

## Fiche technique
- Titre : Scooby-Doo : Blue Falcon, le retour
- Titre original : Scooby-Doo! Mask of the Blue Falcon
- Réalisation : Michael Goguen
- Scénario : Marly Halper-Graser, Michael F. Ryan
- Production : James Tucker, Alan Burnett, Jason Wyatt, Sam Register
- Société de production : Warner Bros. Animation
- Société de distribution : Warner Home Video
- Format : couleur - 1,77:1 - son Dolby stéréo
- Genre : Animation, action, aventure, comédie horrifique
- Durée : 78 minutes
- Dates de sortie :
  - États-Unis : 26 février 2013
  - France : 6 juin 2013

## Distribution

### Voix originales
- Frank Welker : Scooby-Doo / Fred Jones / Dynomutt
- Mindy Cohn : Velma Dinkley (Véra)
- Grey DeLisle : Daphne Blake
- Matthew Lillard : Shaggy Rogers (Sammy)
- Diedrich Bader : Brad Adams alias Blue Falcon II
- Dee Bradley Baker : Horten McGuggenheim / le Minotaure / le chien de Hyde
- Jeff Bennett : Owen Garrison alias Blue Falcon
- Gregg Berger : Hank Prince / Zorak
- John DiMaggio : M. Hyde
- Nika Futterman : Jennifer Severin
- Kevin Michael Richardson : Ron Starlin
- Mindy Sterling : Caterer (le traiteur)
- Tara Strong : Austin Prince / Nora Bingleton-Prince alias la princesse Garogflotach
- Fred Tatasciore : Jack Rabble / Cruel Dynomutt
- Billy West : James Becker

### Voix françaises
- Mathias Kozlowski : Fred Jones
- Éric Missoffe : Sammy Rogers / Scooby-Doo
- Caroline Pascal : Véra Dinkley
- Céline Melloul : Daphné Blake